# 5124 Muraoka
Az 5124 Muraoka (ideiglenes jelöléssel 1989 CW) a Naprendszer kisbolygóövében található aszteroida. Tsutomu Seki fedezte fel 1989. február 4-én.